# トラック野郎・突撃一番星
『トラック野郎・突撃一番星』（トラックやろう・とつげきいちばんぼし）は、1978年（昭和53年）8月12日公開の日本映画。菅原文太主演、東映製作・配給による「トラック野郎シリーズ」第7作。
8億3000万円の配給収入を記録、1978年の邦画配給収入ランキングの第10位となった。せんだみつお演ずる桶川玉三郎（三番星）が初登場した作品であり、またライバル役（川谷拓三演ずる矢野駿介）が唯一トラック乗りではない作品。

## ストーリー
1978年、『未知との遭遇』や『スター・ウォーズ』が公開され、日本はSFブームに沸いていた。一番星こと星桃次郎（菅原文太）も例外ではない。愛車・一番星号にもUFOの飾りをつけ、異星人と交信しようとパラボラアンテナも搭載していた。夢か現か、夜を駆ける一番星号は女性の声（小宮和枝）を受信し、空へ舞い上がる。
ところは変わって、鳥羽へ向かうフェリー。桃次郎は船上の人となっていた。相棒のヤモメのジョナサンこと松下金造（愛川欽也）も同じく。UFOの女性乗組員と交信しようとメカを片手の桃次郎。それを冷めた目で見るジョナサン。船内をうろつき続ける桃次郎の前に現れた美女・小百合（樹れい子）は、『未知との遭遇』よろしく「接近遭遇」と称したボディ・タッチで誘惑。続いて彼女の兄を称するセールスマン・桶川玉三郎（せんだみつお）が登場。純白の背広の上下セットを売りつけてくる。接近遭遇の段階を進めたい桃次郎は、口車に乗って背広を購入してしまう。「港で会いましょう」という約束を信じ、白の背広でポーズを決めて待つ桃次郎。と、側には同じ格好をしたジョナサンが。お互いを不思議な目で見ていると、小百合と玉三郎の乗った車が走り去る。二人はまんまとカモられたのだった。しかも、水に濡れると縮むという粗悪な品である。
憤懣やるかたない二人は、夜の国道でトラックを走らせていた。と、2台の前に怪しい光が見えてくる。UFOか？だが桃次郎び前に現れたのは、白いウェットスーツ姿の月田えり子（原田美枝子）だった。またもや一目ぼれしてしまう桃次郎。しかも、今回はUFOの搭乗員と勘違いする始末。
幻のように消えた（ように思えた）えり子と別れて後。白昼に玉三郎の乗用車を発見。一番星号とジョナサン号は追跡を敢行。見失ってしまったものの、立ち寄ったドライブイン「海女の郷」で玉三郎と遭遇。しかし玉三郎は「自分もトラック野郎だった」と過去を明かし、助手となることを志願。成り行きでジョナサンが引き取ることになる。だがお調子者で大飯喰らいの玉三郎は、ハッキリいって迷惑でしかない。頭を抱えるジョナサン。
後日。桃次郎が「海女の郷」から外を見ていると、えり子と玉三郎が楽しそうに話している場面を目撃する。急いで外へ出ようとしたが、折悪しく入ってきた矢野駿介（川谷拓三）とぶつかってしまい、口論から格闘となる。駿介は、「昭和の御木本幸吉」と異名を取る真珠の研究者だった。
玉三郎から事情を聞きだし、えり子が玉三郎の幼馴染だと分かるや、彼女の職場である鳥羽イルカ島へ向かう。イルカの調教師であるえり子に接近することには成功したが、彼女の上司・石部スミ（樹木希林）が桃次郎に好意を寄せてくる。
仕事の都合で東京に戻ってきた桃次郎、ジョナサン。それに付いてきた玉三郎。そこに舞い込む一通の手紙。高山で駅弁売りをしている桶川半兵衛（辰巳柳太郎）、つまり玉三郎の父からである。彼は、「（玉三郎が）運送会社の社長に就任した」というウソを信じていたのだ。折りしも、自分の会社の部下を連れて上京する、という。オロオロする玉三郎に、桃次郎は「ウソはダメだ」と一喝するものの、「玉三郎を社長にしたてる」と、ウソがバレないように支援。仲間のトラッカーや、桑原運送の社長・桑原福次（小松方正）、桑原花子（天地総子）夫人を説き伏せ、玉三郎を社長に仕立てるのだった。
当日。桃次郎らの演技に気を良くした玉三郎は図に乗り、ついに桃次郎の怒りを買ってしまう。しかし、ジョナサンに「父親を落胆させたくない」、「（田舎に帰って）笑いものになる」と諭され、グッと我慢する。だが半兵衛は物陰で偶然聞いており、一人涙を流すのだった。
鳥羽を再訪した桃次郎は、月田家に結婚話が浮かび、下呂へ向かった、と聞かされる。慌てて追走した桃次郎だったが、結婚というのは母親の月田絹枝（中村玉緒）の再婚話であった、と知り、安堵する。
ここでジョナサンの悪事がバレる。ダンピングが露見し、トラック仲間から追い出されたのだ。失意のジョナサンは、偶然知り合ったストリッパー・マリー（亜湖）に惹かれ始める。
その頃、半兵衛に招待され、桃次郎とトラッカーたちは下呂温泉を訪れていた。「芝居の続きを…」と示し合わせたが、半兵衛は玉三郎に謝罪させる。「社長になるより、良い仲間に出会えたことがうれしい」と語る半兵衛。桃次郎は父の愛情を見た思いがした。
マリーのマネージャーとなったジョナサンは、トラックも降りていた。桃次郎は説得を試みるが、拒絶されてしまう。しかし、家族への想いは断ち切れないジョナサン。マリーは睡眠薬でジョナサンを眠らせ、町から旅立つ。元の生活に戻るよう、手紙を残して。
イルカ島では、2頭のイルカが逃げていた。漁師も捜索を打ち切っていたが、可愛がっていたイルカだけに、えり子の落胆は大きい。桃次郎と駿介は小型ボートで捜索を続行。徹夜の探索は身を結び、イルカは無事に発見された。桃次郎の想いの強さに、スミは恋を諦める。
夜。えり子は、一人研究を続ける駿介を訪ねて小屋にいた。外は嵐。駿介は、えり子の亡き父親の遺志を継ぎ、碧真珠の研究に打ち込んでいたのだ。無償の情熱を燃やす駿介。それを見つめるえり子。
イルカの件で、えり子に好感触を掴んでいた桃次郎は、プロポーズすべくえり子の元へ。しかし、えり子は悲嘆にくれていた。嵐の中、筏を見にいった駿介が海から帰って来ないのだ。2人が愛し合っていたことも知り、桃次郎は愕然とする。
駿介は発見されたが、瀕死の重傷だった。救急車は遅れている。桃次郎は駿介を乗せて一番星号を走らせる。だが、日曜日を理由に、病院は次々に受け入れを拒否。歯がゆい桃次郎は実力行使に出るが、屈強なガードマン（マイティ井上・大前均・団巌）に阻まれ、手足も出ない。武目病院では、院長の武目次郎（金子信雄）邸に押しかけるも、「診療時間外だから」とけんもほろろ。憤る桃次郎の元に、ジョナサンからの連絡が入る。受け入れてくれる病院が見つかったのだ。一番星号は病院へ急いだ。駿介は、何とか一命を取り留めた。桃次郎は、駿介とえり子の幸せにエールを送り、去っていくのだった。

## スタッフ
- 監督 - 鈴木則文
- 企画 - 高村賢治、天尾完次
- 脚本 - 掛札昌裕、中島信昭
- 音楽 - 木下忠司
- 主題歌 - 菅原文太、愛川欽也（東芝EMI/東芝レコード[2]）
  - 一番星ブルース（作詞:阿木燿子 / 作曲:宇崎竜童 / 編曲:ダウン・タウン・ブギウギ・バンド）
- 撮影 - 飯村雅彦
- 照明 - 川崎保之丞
- 録音 - 小松忠之
- 美術 - 桑名忠之
- 編集 - 鈴木弘始
- スチール - 藤井善男
- 助監督 - 森光正、馬場昭格
- 企画協力 - （株）カントリー
- 協力
  - 下呂温泉（岐阜県）
  - 三重県鳥羽市戸田家別館
  - 東駒ベーシック清酒（株）
  - 藤田観光（株）
  - 下田海中水族館
  - 哥麿会
- 現像 - 東映化学
- 製作 - 東映

## 出演
- 星桃次郎（一番星） - 菅原文太
- 桶川玉三郎（三番星） - せんだみつお
- 月田えり子 - 原田美枝子
- 石部スミ - 樹木希林
- ジプシー・マリー - 亜湖
- 小百合 - 樹れい子
- 農夫 - 由利徹
- 谷村 - 谷村昌彦
- 南田 - 南利明
- 桑原花子 - 天地総子
- ガードマン - マイティ・井上
- 桑原福次 - 小松方正
- 金田 - 汐路章（クレジットされているが未出演[3]）
- その - 武知杜代子
- 医師 - 浜村純
- 漁業組合長 - 田島義文
- 真珠島係員 - 二瓶正也
- ガードマン - 大前均
- 渡鹿野しぐれ - 相馬剛三
- 伊勢虎 - 久地明
- 早田 - 大木晤郎
- 横綱 - 佐藤晟也
- ドライブイン店主 - 河合絃司
- ガードマン - 団巌
- 黒崎 - 日尾孝司
- 津軽富士 - 須賀良
- 弁天島 - 亀山達也
- 関東無宿 - 清水照夫
- 黒潮丸 - 幸英二
- 尾鷺丸 - 奈辺悟
- ラジオアナウンサー - 木村修
- 救急車の運転手 - 高月忠
- 志摩変仁義 - 沢田浩二
- 海賊大名 - 宮城健太狼
- 船員 - 津野途夫
- 歌麿 - 宮崎靖男
- 病院受付 - 森祐介
- 関 - 林洋
- 港湾事務員 - 松沢勇虫
- 船員 - 寒川蔵男
- 真珠観音 - 勝光徳
- 鰐鮫 - 宮地謙吾
- アゴ・プレスリー - 城春樹
- 船員 - 司裕介
- 使用人 - 畑中猛重
- 夫婦岩 - 吉宮慎一
- ユカ - 和田瑞穂
- 受信機からの声 - 小宮和枝
- トシ江 - 白川絹子
- 市川清美
- 川上容子
- 金田夫人 - 谷本小夜子（クレジットされているが未出演[4]）
- 富士子 - 角田淑子
- 看護婦 - 村松美枝子
- 吉川潤子
- 鎌田富士子
- 矢野駿介 - 川谷拓三
- 武目次郎 - 金子信雄
- 桶川半兵衛 - 辰巳柳太郎
- 月田絹枝 - 中村玉緒（特別出演）
- 松下金造（やもめのジョナサン） - 愛川欽也
- 以下ノンクレジット
  - ストリップマネージャー - 山浦栄[要出典]
  - 運転手 - 泉福之助、大島博樹[要出典]
  - 運転手・患者 - 美原亮[要出典]

春川ますみ演ずる松下君江（母ちゃん） 及び松下家の子供たちは登場しない。

## 備考
救急患者の病院たらい回し
本作では、「救急患者の病院たらい回し」を扱っている。そのため、「受け入れを拒む病院＝悪」という構図になっている。
その一つの病院では、手先となるガードマン役にプロレスラーのマイティ井上および団巌・大前均といった屈強な体格の俳優が配されている。
汐路章演ずる金田（医師）は、台本には登場場面があり、「居留守を使って救急患者を断るシーン」が実際に撮影されたものの、鈴木の判断により本編ではカットされた（金田夫人役の谷本小夜子については言及なし）。
また、金子信雄演ずる武目病院院長の武目次郎は、救急医療問題で「喧嘩太郎」と異名をとった武見太郎がモデルである。武目病院の外観は、埼玉県志木市の旧志木市役所が撮影に使われた。
一日だけの淑女
玉三郎が「自分が成功した（桶川運送の社長になった）」とウソをつき、父親に芝居を打ってみせるシーンは、フランク・キャプラ監督の映画『一日だけの淑女』がモチーフになっている。
松下運送の社歌
「明るい~」の出だしの社歌は、松下電器（当時）の社歌の替え歌であり、荷台にも書かれている（さらに「桶川運送の社歌」に変えられて歌われている）。玉三郎が間違えて「光る~」と歌ってしまったのは東芝の「光る東芝の歌」。
子役の不在
本作にはジョナサンの妻子が登場しない。これは第5作も同じだが、そちらは分教場の生徒たちが出ており一番星号で遠足に出かけるなど、本編に関わってきている。本シリーズでは、第2作の姉弟や、第6作の袴田隼人（ライバルの息子）、第8作のマドンナの息子などキーとなる子供が登場することが少なくない（出番は少ないながら、第3作でもライバルの子供が登場している）。ジョナサンの子供としては、第1作の寺山（松下）由美、第4作のサヤ子が目立っている。本作では子役がクローズアップされることなく、シリーズとしては珍しい作品となっている。
ただし、次作でジョナサンの子供役は総入れ替えとなり、本編に絡むことが少なくなっている（次回作以降では、子連れの旅行シーンは第9作のみ）。

## 同時上映
『多羅尾伴内 鬼面村の惨劇』
- 原作：比佐芳武／脚本：掛札昌裕／監督：山口和彦／主演：小林旭
- 『小林旭版 多羅尾伴内シリーズ』第2作にして最後。そして『多羅尾伴内』最後の映画作品。